# توان الکتریکی
توان الکتریکی نرخ انتقال انرژی الکتریکی در یک مدار الکتریکی است. یکای فیزیک در دستگاه بین‌المللی یکاها، وات است که برابر با یک ژول در ثانیه است.
مطابق قانون اهم، اختلاف پتانسیل دو سر یک مقاومت با رابطه {\displaystyle V=RI} داده می‌شود که در آن I، شدت جریانی است که از مقاومت می‌گذرد. از طرفی مقدار انرژی مصرفی در یک مقاومت از رابطه {\displaystyle W=RI^{2}t} محاسبه می‌شود. توان مصرفی که عبارت است از مقدار انرژی الکتریکی مصرف شده در این مقاومت در واحد زمان، از رابطهٔ زیر محاسبه می‌شود:
{\displaystyle P={\frac {W}{t}}}
حال اگر مقدار انرژی را از فرمولش در رابطه توان جایگذاری کنیم، روابط مربوط به توان به صورت زیر بدست می‌آید:
{\displaystyle P={\frac {W}{t}}={\frac {RI^{2}t}{t}}=RI^{2}\Rightarrow P=RI^{2}}
همچنین اگر در فرمول بالا به جای {\displaystyle RI} با توجه به قانون اهم، مقدار {\displaystyle V} را بگذاریم، فرمول دوم توان نیز بدست می‌آید:
{\displaystyle P=RI^{2}{\xrightarrow {V=RI}}P=VI}
رابطه دیگری نیز می‌توانیم برای توان بدست آوریم:
{\displaystyle P=VI{\xrightarrow {I={\frac {V}{R}}}}P={\frac {V^{2}}{R}}}
همچنین با استناد به فرمول های بالا می توان برای توان حداکثر یک مولد از رابطه زیر استفاده کرد که r مقاومت مولد و {\displaystyle \varepsilon } نیروی محرکه مولد است:
{\displaystyle P_{max}={\frac {\varepsilon ^{2}}{4.r}}}

مقدار توان مصرفی در مقاومت را می‌توان از یکی از روابط بالا بدست آورد. این توان مصرفی توسط یک مولد به توان {\displaystyle P=\epsilon I} تأمین می‌گردد که در آن {\displaystyle \epsilon } نیروی محرکه منبع می‌باشد. در دو اسباب الکتریکی توان معادل مانند ظرفیّت معادل دو خازن محاسبه می‌شود؛ یعنی اگر دو مقاومت سری بسته شده باشند مانند دو خازن سری توان معادل عبارت از تقسیم حاصل ضرب به حاصل جمع خواهد بود.